# ひむか (小惑星)
ひむか (11933 Himuka) は小惑星帯に位置する小惑星である。1993年に北海道の円舘金と渡辺和郎が発見した。
小惑星名は現在の宮崎県にあたる地域の古称、日向（ひむか、ひゅうが）に由来する。2004年9月に宮崎市で開催された「宇宙の日」ふれあいフェスティバル2004において、事前に公募された名前候補の中から選出され（参加者の子供たちの拍手によって決定されることになっていたが、「ひむか」ともう一つの候補「へいわ」がほぼ同数の支持を集めたため、司会を務めていた若田光一の判断で「ひむか」となった）、小惑星センターによって正式に承認されて翌年1月25日の小惑星回報で公表された。